# Jessi (rapper)
Đây là một tên người Triều Tiên, họ là Ho.
Jessica Ho (sinh ngày 17 tháng 12 năm 1988), thường được biết đến nhiều hơn với nghệ danh Jessi, là một nữ rapper, ca sĩ và nhạc sĩ người Mỹ gốc Hàn hoạt động tại Hàn Quốc. Cô được sinh ra ở New York, lớn lên ở New Jersey và chuyển đến Hàn Quốc khi cô 15 tuổi.

## Tiểu sử
Jessi sinh ngày 17 tháng 12, 1988  tại New York, Hoa Kỳ.
Jessi từng học tại trường trung học cùng với Tiffany Young, Jessica Jung và ca sĩ solo Stephanie. Jessi thông qua buổi thử giọng của SM Entertainment cùng với những người bạn học. Tuy nhiên, cô đã không chọn gia nhập công ty do sự khác biệt về phong cách âm nhạc.
Năm 2003, khi 15 tuổi, cô tham gia thử giọng cho Doremi media và chuyển đến Hàn Quốc ngay sau đó.

## Sự nghiệp

### 2005: Album đĩa đơn đầu tiên
Jessi phát hành album đĩa đơn đầu tiên "Get Up" vào năm 2005 và được đưa vào album "Testimony" của nhóm nhạc hip hop Uptown vào năm 2006.  Đĩa đơn thứ hai của cô, "The Rebirth", được phát hành vào năm 2009. Sau đợt phát hành này, cô đã từ bỏ âm nhạc, rời Hàn Quốc để trở lại Mỹ.

### 2014: Thành viên Lucky J
Năm 2014, sau 5 năm gián đoạn, Jessi trở lại như một thành viên của Lucky J với rapper J'Kyun và ca sĩ J-Yo. Lucky J ra mắt với single "Can You Hear Me" dưới YMC Entertainment vào tháng 7. Vào ngày 31, Jessi hợp tác Ailee và Hyorin (Sistar). Trên các chương trình âm nhạc của đài MBC. Bộ ba biểu diễn bài hát hit Bang Bang, với Jessi là rapper chính.

### 2015: Unpretty Rapstar, Đĩa đơn rap đầu tiên
Từ tháng 1 đến tháng 5 năm 2015, Jessi là một phần của chương trình Unpretty Rapstar, một phần phụ của Show Me The Money. Unpretty Rapstar là một chương trình sống còn giữa những rapper nữ, nơi thí sinh tranh tài để có cơ hội được tham gia bài nhạc trong một album tổng hợp. Jessi được chọn là người chiến thắng vị trí thứ hai của chương trình, bởi khán giả bỏ phiếu. Sau khi cô xuất hiện trên Unpretty Rapstar, Jessi được tham gia vào "Who's Your Mama?" của JYP.
Cô phát hành đĩa đơn rap solo đầu tiên "Sseunni", vào ngày 15. Cô đã biểu diễn tại Nhà hát Belasco ở Los Angeles, với bộ đôi hiphop Mighty Mouth. Khi mùa thứ hai của Unpretty Rapstar phát sóng, Jessi xuất hiện trong nhiều tập như một giám khảo. Cô và Cheetah, người chiến thắng của mùa giải trước, đã được tham gia Unpretty Rapstar 2 bài hát được sản xuất bởi Verbal Jint. Trong tháng 12 năm 2015, Jessi biểu diễn ca khúc rap của cô "Sseunni" tại Mnet Asian Music Awards.

### 2019–nay: P Nation

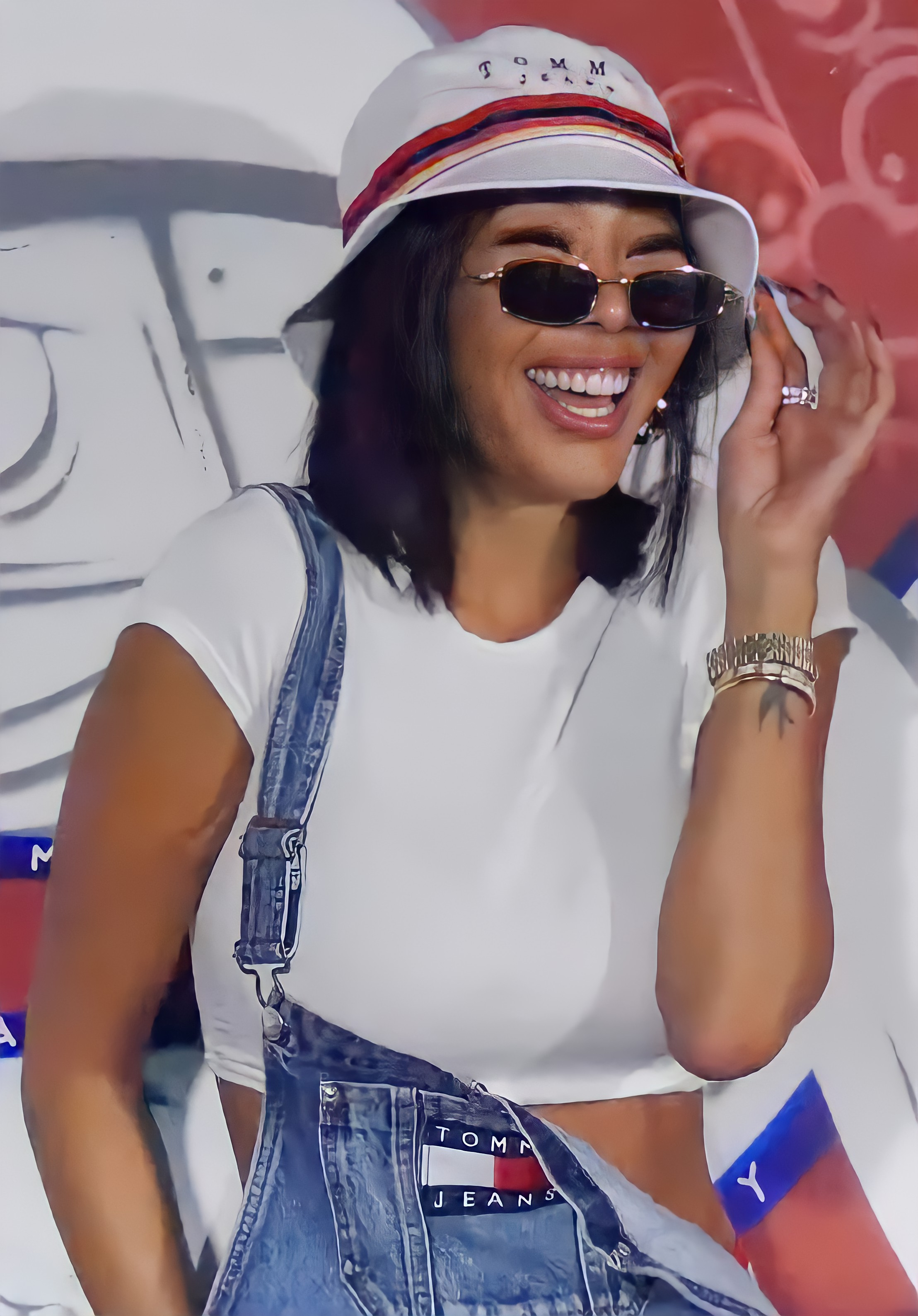
Jessi vào năm 2019.

Hợp đồng của Jessi với YMC Entertainment đã kết thúc vào tháng 10 năm 2018 và vào tháng 1 năm 2019, cô đã ký hợp đồng với công ty P Nation của Psy. Đĩa đơn đầu tiên của cô dưới công ty, "Who Dat B", được phát hành vào ngày 23 tháng 9 năm 2019.

### Jessi và hành trình vượt lên mọi giới hạn của làng giải trí
Jessi vốn sinh ra và lớn lên tại New York, Hoa Kỳ. Thuở nhỏ, cô theo học cùng trường trung học với Tiffany và Jessica, hai cựu thành viên của nhóm nhạc nữ nổi tiếng SNSD.
Với ước mơ trở thành giọng ca hàng đầu của K-pop, Jessi đã quyết định đến Hàn Quốc để tham dự buổi thử giọng cho Doremi Media vào năm 2003.
Khao khát trở thành một nghệ sĩ đã đưa Jessi tới Hàn Quốc
Sau hai năm thực tập đầy vất vả, cô nàng đã ra mắt đĩa đơn đầu tiên trong sự nghiệp mang tên Get Up. Tuy vậy, Jessi không được chú ý bởi phong cách cô theo đuổi lúc bấy giờ đi ngược hoàn toàn với xu thế của K-pop.
Sau lần ra mắt không mấy thành công, Jessi quyết định tạm ngưng mọi hoạt động để tiếp tục trau dồi khả năng ca hát, vũ đạo của bản thân và chuẩn bị cho lần trở lại tiếp theo.
Cho đến 4 năm sau,cô nàng chính thức quay lại đường đua K-pop.Rất đáng tiếc vì tên tuổi của cô sớm bị chìm vào lãng quên.Vì vậy, album The Rebirth ra mắt vào đầu năm 2009 cũng lâm vào cảnh thất bại.
Jessi khi đó cũng chỉ mới 20 tuổi,cô gái trẻ ấy không khỏi chán nản và hoài nghi về con đường mình đã chọn.Nữ ca sĩ quyết định quay trở về Mỹ và từ bỏ âm nhạc, thứ mình đam mê bấy lâu.

## Danh sách đĩa nhạc

### Album đĩa đơn
| Title    | Album details | Track listing | Sales        |
| -------- | --- | --- | ------------ |
| "Get Up" | - Phát hành: Ngày 1 tháng 12 năm 2005 - Ngôn ngữ: Tiếng Anh và Hàn - Hãng đĩa: Doremi Records - Định dạng: CD, digital download | Track listing 1. "W.T.H" 2. "Missin' U" 3. "Get Up" 4. "1-2 Step" 5. "Give It All" 6. "Missin' U" 7. "All I Need..." 8. "The Christmas Song" | - KOR: 1,926 |

### Single
| Tựa đề                        | Năm  | Vị trí xếp hạng cao nhất | Doanh số        | Album |
| Tựa đề                        | Năm  | Hàn                      | Doanh số        | Album |
| ----------------------------- | ---- | ------------------------ | --------------- | ----- |
| "Life Is Good"                | 2009 | —                        |                 |       |
| "I Want To Be Me"             | 2015 | 31                       |                 |       |
| "Ssenunni"                    | 2015 | 29                       | - KOR: 140,783+ |       |
| "Raise on Heels (feat. Dok2)" | 2015 |                          |                 |       |
| "Excessive Love"              | 2016 | 65                       | 33,087 +        |       |

#### Bài hát nhạc phim và nhóm/ bài hát solo
| Năm  | Song                        | Duration | Artist                               |
| ---- | --------------------------- | -------- | ------------------------------------ |
| 2014 | "Can You Hear Me"           | 3:21     | Lucky J                              |
| 2014 | "How much is your love"     | 3:14     | Wheesung & Bumkey                    |
| 2014 | "No No No"                  | 3:22     | Pharoh feat Jessi                    |
| 2015 | "My Type"                   | 3:17     | Kangnam, Cheetah & Jessi             |
| 2015 | "Unpretty Dreams"           | 3:17     | Jessi                                |
| 2015 | "Who's Your Mama?"          | 3:48     | Park Jin-young feat Jessi            |
| 2015 | "I Want To Be Me"           | 3:26     | Jessi                                |
| 2015 | "Ssenunni"                  | 2:55     | Jessi                                |
| 2015 | "Just Like You"             | 3:32     | Primary feat Jessi                   |
| 2015 | "Me, Myself & I"            | 3:15     | Heize feat Wheesung & Jessi          |
| 2016 | "No Love"                   | 3:38     | Lucky J                              |
| 2016 | "Excessive Love"            | 3:57     | Jessi                                |
| 2016 | "Kwaejina Ching Ching Nane" | 3:40     | Jessi, Kim Young Im, & Crispi Crunch |
| 2016 | "Hangover"                  | 3:13     | Baechigi feat. Jessi                 |
| 2016 | "Shut Up"                   | 3:12     | Unnies                               |
| 2016 | "Crazy Guy"                 | 3:12     | #gun feat. Jessi                     |
| 2016 | "Talkin Bout"               | 2:52     | Microdot feat Jessi                  |

## Chương trình truyền hình

### Chương trình tạp kỹ và thực tế
| Năm  | Tên                                 | Kênh phát sóng | Tập          | Ghi chú                                         |
| ---- | ----------------------------------- | -------------- | ------------ | ----------------------------------------------- |
| 2014 | Immortal Songs 2                    | Mnet           |              | Khách mời với Lucky J                           |
| 2014 | Singer Game                         | Mnet           | Tập 1        | Khách mời với Lucky J                           |
| 2015 | Unpretty Rapstar                    | Mnet           | Tập 1-8      | Thí sinh                                        |
| 2015 | I Am a Singer                       | MBC            |              | Khách mời Wheesung                              |
| 2015 | Taxi                                | TVN            |              | Khách mời với Cheetah và Yuk Jidam              |
| 2015 | You Hee-yeol's Sketchbook           | KBS            |              | Khách mời với JYP                               |
| 2015 | My Little Television                | MBC            |              | Khách mời với San E                             |
| 2015 | Happy Together                      |                | Tập 392      | Khách mời                                       |
| 2015 | SNL Korea                           | TVN            |              | Khách mời                                       |
| 2015 | Running Man                         | SBS            | Tập 244, 252 | Khách mời                                       |
| 2015 | Hello Counselor                     | KBS            | Tập 223      | Khách mời                                       |
| 2015 | Heart A Tag                         | Mnet           | Tập 1, 2     | Khách mời                                       |
| 2015 | One Night of TV Entertainment       | SBS            |              | Khách mời                                       |
| 2015 | World Changing Quiz                 | MBC            | Tập 297      | Khách mời                                       |
| 2015 | Immortal Songs 2                    | Mnet           |              | Khách mời với Yuk Jidam                         |
| 2015 | You Hee-yeol's Sketchbook           | KBS            | Tập 283      | Khách mời với Cheetah                           |
| 2015 | Real Men 3                          | MBC            |              | Thành viên chính thức                           |
| 2015 | After School Club                   | Arirang TV     | Tập 142, 178 | Khách mời                                       |
| 2015 | King of Mask Singer                 | MBC            | Tập 35       | Thí sinh (với sân khấu tên là "Miss Korea")     |
| 2015 | Radio Star                          | MBC            |              | Khách mời với Jackson Wang, Lena Park và Cao Lu |
| 2015 | Healing Camp                        | SBS            | Tập 215      | Khách mời                                       |
| 2015 | You Hee-yeol's Sketchbook           | KBS            |              | Khách mời                                       |
| 2015 | Two Yoo Project Sugar Man           | JTBC           | Tập 2        | Trình diễn với J'Kyun                           |
| 2015 | Show Me the Money 4                 | Mnet           | Tập 9        | Ca sĩ góp giọng                                 |
| 2016 | Same Bed, Different Dreams          | SBS            | Tập 39       | Khách mời                                       |
| 2016 | Please Take Care of My Refrigerator | JTBC           | Tập 69, 70   | Khách mời với Hyuna                             |
| 2016 | Sister's Slam Dunk                  | KBS2           | Tất cả       | Thành viên chính thức                           |
| 2016 | After School Club                   | Arirang TV     | Tập 211      | Khách mời                                       |
| 2016 | Duet Song Festival                  | MBC            | Tập 1, 2     | Thí sinh với Kim Seok-goo                       |
| 2016 | Two Yoo Project Sugar Man           | JTBC           | Tập 28       | Trình diễn với Hanhae                           |
| 2016 | Knowing Bros                        | JTBC           | Tập 31       | Khách mời với Seo In-young và Kim Jong-min      |
| 2016 | I Can See Your Voice 3              | Mnet           | Tập 6        | Khách mời                                       |
| 2016 | Happy Together                      | KBS            | Tập 464      | Khách mời                                       |
| 2016 | Show Me the Money 5                 | Mnet           | Tập 9        | Ca sĩ góp giọng                                 |
| 2020 | Sixth Sense                         | Sixth Sense    | Phần 1       | Thành viên cố định                              |
| 2021 | Sixth Sense                         | Sixth Sense    | Phần 2       | Thành viên cố định                              |
| 2022 | Sixth Sense                         | Sixth Sense    | Phần 3       | Thành viên cố định                              |